# Estación de Reguengo-Vale da Pedra-Pontével
La Estación Ferroviaria de Reguengo-Vale da Pedra-Pontével es una estación de la línea del Norte perteneciente a la red de convoyes regionales de la CP. Se localiza en el PK 54,292 de la localidad de Ponte do Reguengo.
En la actualidad cuenta con servicios regionales dentro de la línea del Norte.
- Datos: Q8841596
- Multimedia: Reguengo - Vale da Pedra - Pontével train station / Q8841596